# Trego County
Trego County is een county in de Amerikaanse staat Kansas.
De county heeft een landoppervlakte van 2.301 km² en telt 3.319 inwoners (volkstelling 2000). De hoofdplaats is Wa Keeney.